# Priehyba

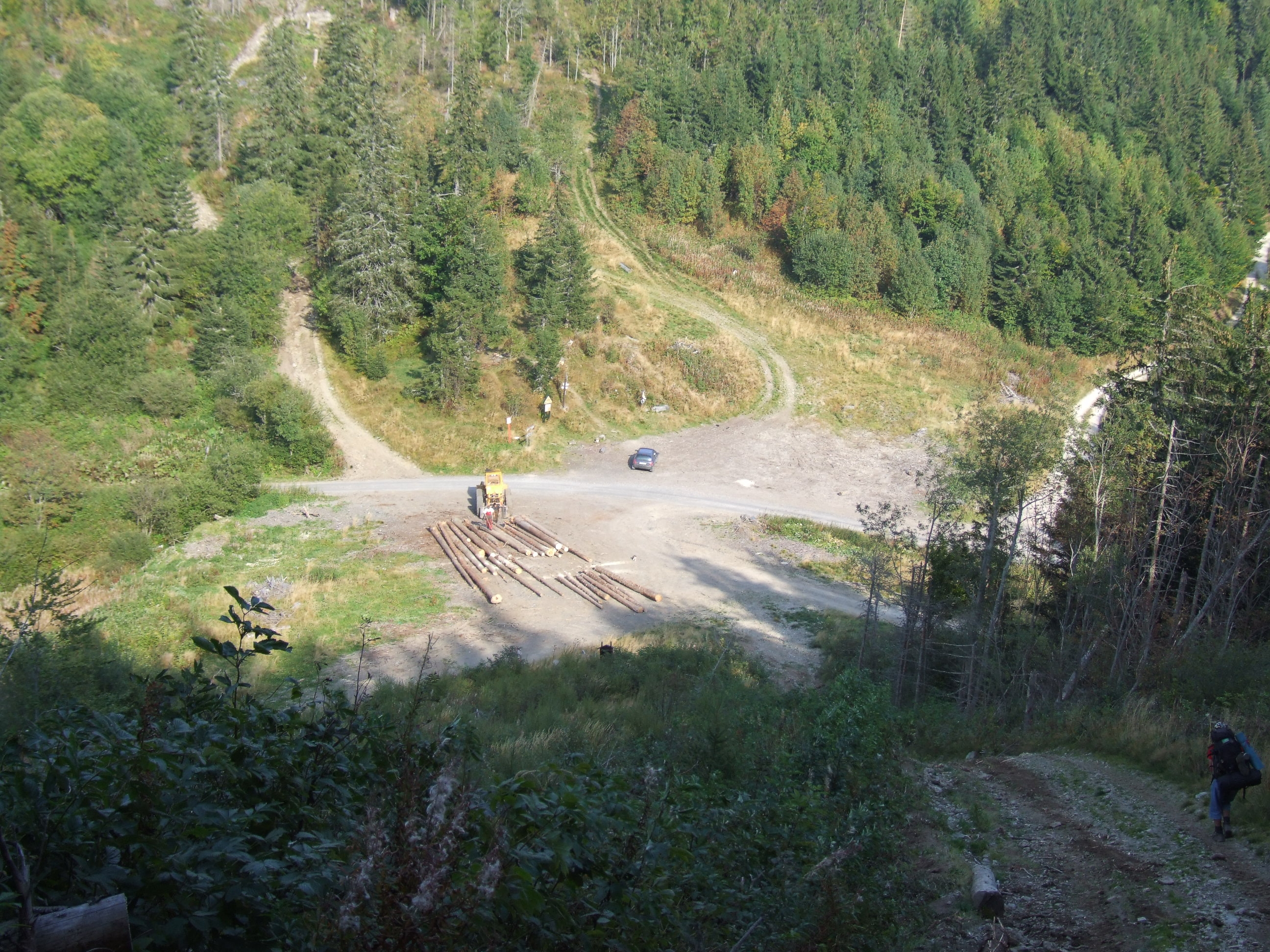
Widok na przełęcz z czerwonego szlaku w kierunku Zadniej Hali

Priehyba (1190 m) – przełęcz w głównym grzbiecie Niżnych Tatr w Centralnych Karpatach Zachodnich na Słowacji.
Jeśli przyjąć słowacki podział Karpat Zachodnich, według którego Niżne Tatry sięgają na zachodzie jedynie po Przełęcz Hiadelską (słow. Hiadeľské sedlo), przełęcz Priehyba jest najniższym punktem w całym głównym grzbiecie tej grupy górskiej.

## Położenie
Przełęcz Priehyba leży w przybliżeniu w połowie długości głównego grzbietu wschodniej części Niżnych Tatr (tzw. Kráľovohoľskich Tatr), pomiędzy szczytami: Wielka Wapienica (słow. Veľká Vápenica, 1691 m) na wschodzie i Kolesárová (1508 m) na zachodzie. Tuż pod przełęczą w kierunku północnym spływa potok Driečna, który poprzez Ipolticę uchodzi do Czarnego Wagu, natomiast w kierunku południowym – prawobrzeżny dopływ potoku Krivuľa, uchodzącego w Helpie do Hronu.
Ok. 200 m na wschód od siodła przełęczy, na południowym skłonie grzbietu biegnącego ku Wielkiej Wapienicy, przy dróżce którą biegnie szlak rowerowy (055, Bacúch – Pohorelá) wydatne źródło z dobrą wodą. W siodle ładny żeliwny krzyż z Chrystusem Ukrzyżowanym. Dolinami wspomnianych potoków z osady Čierny Váh do Helpy wiedzie asfaltowa droga, użytkowana jako droga leśna (niedostępna dla ruchu publicznego).
Grzbiet po obu stronach przełęczy (mniej więcej powyżej jej poziomu) oraz jej północne zbocza leżą w granicach Parku Narodowego Niżne Tatry; stoki południowe i opadająca spod nich dolina potoku Krivuľa nie są już objęte parkiem.

## Turystyka
Przez przełęcz, ściśle grzbietem, wiodą czerwone znaki dalekobieżnego szlaku turystycznego (Cesta hrdinov SNP):
  na wschód, na przełęcz Priehybka (słow. sedlo Priehybka, 1468 m n.p.m.) 2:00 godz. (z powrotem 1:30 godz.);
  na zachód, na Zadnią Halę (słow. Zadná hoľa, 1619 m n.p.m.) 2:10 godz. (z powrotem 1:45 godz.).
Na przełęcz wyprowadzają szlaki:
  z północy, z doliny Ipolticy 2:30 (z powrotem 2:15 godz.);
  z południa, z Heľpy 2:15 godz. (z powrotem 1:40 godz.).
Na przełęczy punkt odpoczynkowy (wiata ze stołem i ławami), można tam również legalnie rozbić namioty.